# 王方田 (同治進士)
王方田，字子坤，河南省陳州府扶溝縣人，清朝政治人物，同進士出身。
同治十年（1871年）辛未科進士，任广西归顺直隶州知州。